# Morfin
Morfin, také morfium, je alkaloid benzylisochinolinového respektive morfinanového typu, obsažený v opiu, tzv. opiát (opioid přirozeného původu, vyskytující se v opiu vyráběném z rostlin máku). Tvoří přibližně 10 % hmotnosti surového opia.
Používá se primárně v lékařství jako silné analgetikum (lék tišící bolest) a též jako surovina na výrobu dalších opioidů morfinového typu (například kodeinu, ethylmorfinu, hydromorfonu, diamorfinu – známého spíše jako heroin – a folkodinu). Je prototypem silných analgetik (anodyna), taktéž i referenční látkou, k níž se vztahuje účinnost ostatních opioidů. Jeho účinky na organismus i psychiku vyplývají z jeho působení na opioidní receptory především v centrální nervové soustavě. Při užívání se rychle rozvíjí tolerance. To znamená, že k dosažení stejné účinnosti je třeba podávat stále vyšší dávky. S tím souvisí i jeho silná návykovost. Morfin je omamná látka a kromě svého použití v medicíně je též zneužíván jako droga nebo surovina k výrobě heroinu. Podléhá proto zvláštním pravidlům zacházení při výrobě, distribuci a ve zdravotnických zařízeních.
V čisté podobě tento alkaloid jako první izoloval lékárník Friedrich Sertürner roku 1804, který mu dal jméno „morphium“. To vychází z řecké mytologie – Morpheus byl bohem snů. Název morfium byl později změněn na morfin. Přípona -in je jednotně používána při vytváření názvů alkaloidů.

## Chemické vlastnosti
Morfin je alkaloid, tj. organická dusíkatá báze (amin) přírodního původu. Má morfinanovou (od uhlovodíku fenanthrenu odvozenou) kostru, tvořenou pěti kondenzovanými cykly. Z biochemického hlediska je přesnější interpretace, že jde o 1-benzylisochinolinovou kostru s dalšími cyklizacemi. Aminový dusík v poloze 17-morfinanoveho skeletu je terciární (jsou na něj vázány tři organické radikály), má jeden volný (nevazebný) elektronový pár, v důsledku čehož je tu molekula schopná protonizace (tvorby kationtu protonakceptorní reakcí s roztokem kyseliny) – vzniká kation zvaný morfinium.
Morfin k medicínskému použití je tvořen solemi morfinia – nejčastěji hydrochloridem a hemisulfátem morfinu. Lékopisný chlorid morfinia (morphini hydrochloridum trihydricum) krystalizuje se třemi molekulami vody – tvoří trihydrát; lékopisný síran morfinia (morphini sulfas pentahydricus) krystalizuje s pěti molekulami vody – tvoří pentahydrát. Méně používanými solemi morfinia jsou např. octan (morfinium acetát), vínan (morfinium tartrát) a polistyrex (morfinium poly(styresulfonát)) morfinia.
Kromě tohoto bazického centra je v molekule morfinu přítomné i centrum acidické (kyselé) – protondonorní fenolický hydroxyl v poloze 3. Proto je morfin možné silnou zásadou deprotonizovat – tvoří v silně zásaditých roztocích rozpustný anion morfinát (morfinan), proto je molekula morfinu amfifilní, tj. tvořící soli s kyselinami i zásadami. Této vlastnosti morfinu se využívá především při jeho izolaci z přírodních zdrojů – opia a makoviny („maková sláma“, sušené prázdné makovice).
Volná báze morfinu je prakticky nerozpustná ve vodě (méně než 0,2 g na litr za pokojové teploty), ačkoli tvoří s vodou hemihydrát – krystalizuje s polovičním látkovým množstvím vody. Nejlépe rozpustná je volná báze morfinu v methanolu a ve vroucím ethanolu, v jiných organických rozpouštědlech je rozpustná málo. Soli morfinu, morfinium i morfinát jsou lépe rozpustné ve vodě, chlorid trihydrát cca 57 g na litr vody při 20 °C, síran pentahydrát cca 65 g na litr vody při 20 °C, octan trihydrát dokonce až 440 g na litr vody při 20 °C, tvoří slabě kyselé vodné roztoky (pH cca 5); morfináty alkalických kovů a kovů alkalických zemin jsou velice dobře rozpustné ve vodě, tvoří alkalické roztoky (pH cca 11).
Totální syntéza morfinu je možná, avšak není ekonomicky výhodná – izolace morfinu z přírodní drogy (opium, makovina) je nejenom levnější, ale i jednodušší.

## Farmakologie
Morfin je modelem silně účinných opioidů. Jeho účinky mají více nebo méně vyjádřeny všechny opioidy, které jsou používány v medicíně.

### Účinky

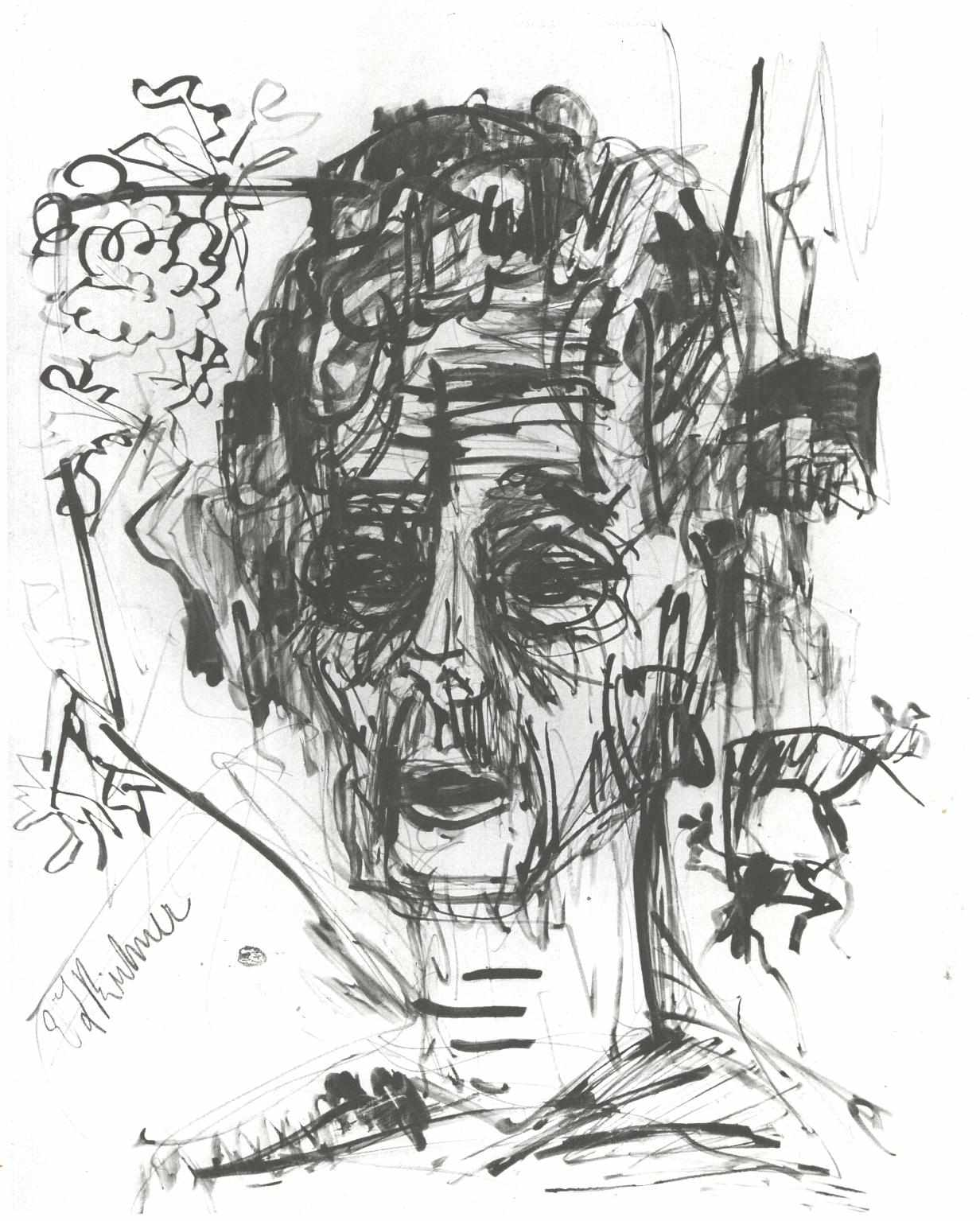
Ernst Ludwig Kirchner: Autoportrét pod vlivem morfinu

V lidském organismu působí především v centrálním nervovém systému (CNS; tj. v mozku a míše). Má plně agonistický účinek na opioidní receptory typu µ- (syn.: MOR); tyto receptory jsou po navázání morfinu plně aktivovány. Dalšími receptory, na které se morfin váže, jsou opioidní receptory typu κ- (syn.: KOR) a δ- (syn.: DOR), na kterých působí rovněž agonisticky, avšak méně výrazně než na MOR. Jedná se o stejné receptory, na které se v organismu vážou tzv. endorfiny a enkefaliny – látky přirozeně tlumící bolest.
Klinické účinky morfinu se dají rozdělit na centrální (v CNS) a periferní (v ostatních orgánech). Centrální účinky morfinu jsou:
- analgetický (tlumeni bolesti),
- antinocicepční (tlumení nepříjemných vjemů),
- sedativní (psychický útlum),
- anxiolytický (tlumení úzkosti),
- ostatní psychotropní — euforizující (zlepšení nálady), ale i dysforizující (zhoršení nálady),
- snížení citlivosti dechového centra na oxid uhličitý a následný útlum dýchání,
- antitusický (útlum reflexu kašle),
- mióza (zúžení očních zornic, typické pro účinek opioidů),
- snížení reaktivity termoregulačních center v CNS (porucha regulace tělesné teploty),
- nevolnost a zvracení – dráždí tzv. chemorecepční centra v area postrema v prodloužené míše, při pravidelném podávání časem ustupuje až mizí.

Periferní účinky morfinu jsou:
- zácpa (obstipace) – útlum peristaltiky (pohyblivosti) střev,
- uvolnění histaminu z mastocytů – vede společně s dalšími mechanizmy k vazodilataci (rozšíření cév), zvýšenému prokrvení kůže, u citlivých jedinců k hypotenzi (pokles krevního tlaku) a případně bronchospasmu (křečovité stáhnutí hladkého svalstva kolem průdušek, vedoucí k ztížení dýchání, avšak tento účinek nebývá obvyklý u většiny pacientů),
- zvýšení napětí až křeče hladkého svalstva svěračů trávicího ústrojí a močových cest.

Morfin má také negativní účinky na imunitní systém a další systémy organismu, jejich význam je ovšem z hlediska okamžitých účinků méně významný než účinky centrální a muskulotropní (na hladké svalstvo).

### Použití
Obvykle se podává morfin k tlumení akutních i chronických nesnesitelných bolestí po úrazech, chirurgických operacích, infarktu myokardu. Rovněž se používá při předoperační přípravě. Tlumivého účinku na dýchací centrum lze otoku (edému) plic k odstranění neekonomické hyperventilace (nadměrně zrychleného dýchání) a tíživého pocitu dušnosti.
Typické snížení bolesti na 10stupňové škále bolesti je mezi 2 až 5 bodů. Ani velmi silné dávky samotného morfinu tedy dostatečně neutlumí bolest během amputace končetiny či bolest z rozsáhlých popálenin – proto je při těchto případech nutná kombinace s jinými látkami. Samotný prožitý efekt morfinu spočívá spíše v otupení soustředění se na bolest než v její vymizení. Proto se někdy např. používá kombinace ketaminu a morfinu, kde dojde k blokování signálů bolesti (ketamin) a otupění pocitu bolesti (morfin).
V současnosti se již zřídka používá při těžkém, neztišitelném kašli při zhoubných onemocněních dýchacích cest (neúčinkuje-li kodein dostatečně) a zcela výjimečně (jako účinná látka opiové tinktury) na utlumení jinak nezvládnutelného průjmu (v současnosti nahrazen loperamidem a difenoxylátem).

### Dávkování

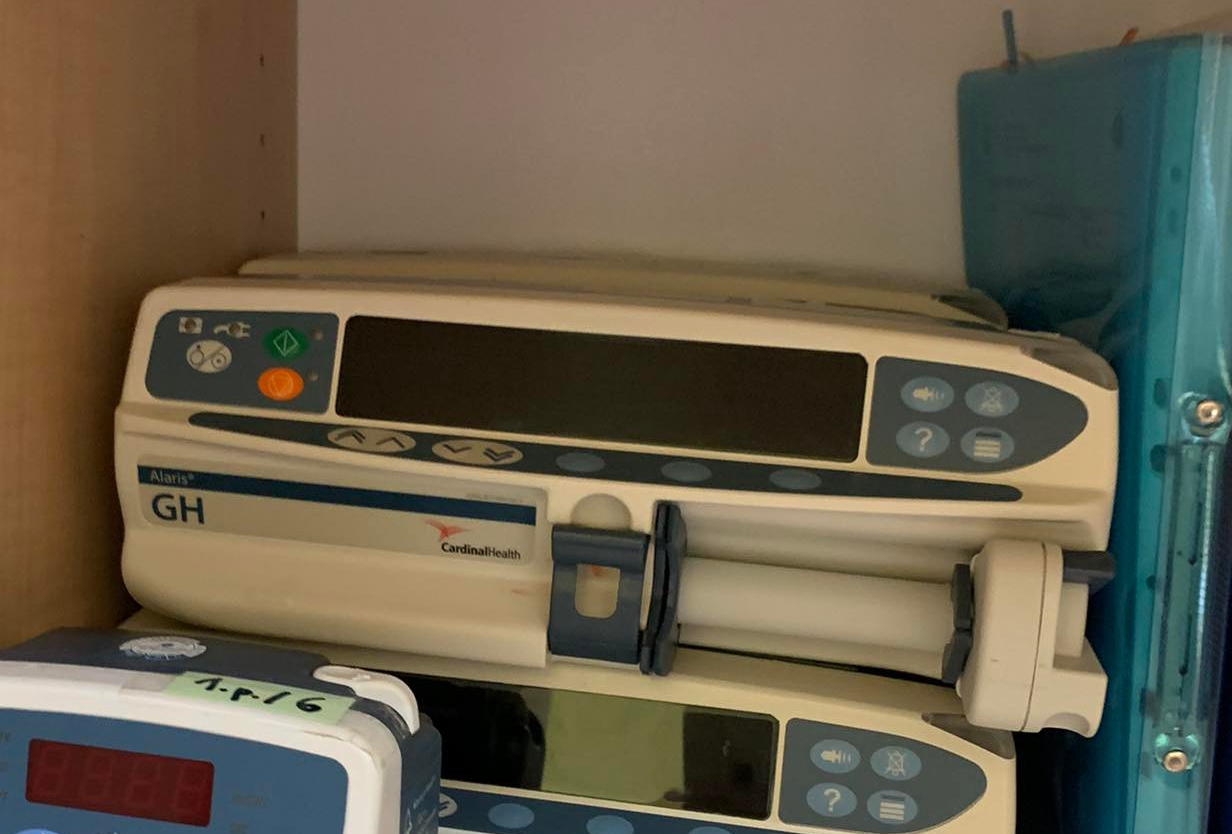
Lineární dávkovač lze nastavit na potřebné intervaly, ve kterých je nutné lék podat; v odlehčovacích službách často slouží k podání morfia

Je vysoce individuální, vždy přesně určuje lékař. U dospělých bývá referenční dávka:
- orálně (tablety, orální roztok – kapky nebo sirup) a rektálně (čípky nebo mikroklysma): 5–30 mg soli morfinia po 4 hodinách; individuálně může být dostatečná nebo nutná dávka i nižší nebo vyšší;
- orálně (retardované formy, s pozvolným či řízeným uvolňováním morfinu): obvykle 10–100 mg soli morfinia po 12 hodinách nebo 6násobek jednotlivé orální dávky neretardované formy denně rozdělených do dvou stejných dávek po 12 hodinách; některé formy je možné podávat po 8 hodinách (3× denně), jiné i jenom 1× denně (po 24 hodinách); denní dávka se pohybuje v rozmezí od 20 mg po stovky miligramů denně, obvykle však 60–400 mg denně.
- podkožně (s.c.) a nitrosvalově (i.m.): bolus (nárazová dávka) obvykle 5–20 mg soli morfinia po 4 hodinách; individuálně se může dávka lišit. Obvykle se podává touto cestou 30–120 mg denně; možno i s.c. infúzí, rychlost určená lékařem, obvykle 1–5 mg/hod;
- nitrožilně (i.v.): bolus jenom při nutnosti okamžitého nástupu účinku (např. infarkt myokardu), individuálně, titrací obvykle 1–2–5–10 mg infúzně rychlostí 0,5–5 mg/hod nebo formou PCA („Patient-Controlled Analgesia“, pacientem spouštěné bolusy z perfuzoru);
- epidurálně (do prostoru míšních obalů) a intrathekálně (do páteřního kanálu): dávkovaní určuje anesteziolog, obvykle v rozsahu 0,5–5 mg, účinek trvá 8–12(–24) hodin, je možné podat i kontinuální infúzí.

Pravidlo: v důsledku tzv. first-pass efektu při podání p.o. jsou potřebné orální dávky morfinu obvykle 2- až 3-, případně i 4násobně vyšší nežli parenterální (i.m, s.c., i.v.) dávky a naopak; dávka 5 mg soli morfinia s.c. odpovídá obvykle 10–20 mg p.o., individuální variace jsou však značné, proto musí dávku vždy stanovit lékař.
Dávky je nutné přizpůsobit stavu pacienta (redukce u dětí, starých, kachektických osob a pacientů v šoku, naopak titrace nahoru u pacientů s tolerancí a masivními bolestmi v důsledku progresivní zhoubné nemoci apod.). Při snížené funkci ledvin se dávka snižuje na polovinu, při snížené funkci jater se prodlužuje interval mezi dávkami 1,5–2krát. Při dialýze není nutné dávku upravovat.

### Farmakokinetika
Po perorálním podání (p.o., ústy) je biologická dostupnost v rozsahu 20–40 % dávky (vztaženo na dávku podanou intravenózně, do žíly). Při průchodu játry po vstřebání z trávicího ústrojí z větší části k metabolizaci. Hlavními metabolity jsou morfin-3-glukuronid (M3G, nemá analgetický účinek) a morfin-6-glukuronid (M6G, má silnější analgetický účinek než samotný morfin), oba metabolity se tvoří u člověka v poměru 5:1 ve prospěch 3-glukuronidu. M3G se vylučuje žlučí do střev, kde dochází k jeho částečné hydrolýze. Uvolněný morfin se pak znovu vstřebává. Malá část morfinu je metabolizována na normorfin (17-demethylmorfin) a jeho glukuronidy. U novorozenců je schopnost konjugace s glukuronovou kyselinou omezena, proto se u nich morfin vylučuje z organismu pomaleji než u dospělých. Morfin i jeho metabolity se vylučují ledvinami. Biologický poločas (tj. doba snížení koncentrace v krevní plazmě na polovinu) je 2–4 hodiny.

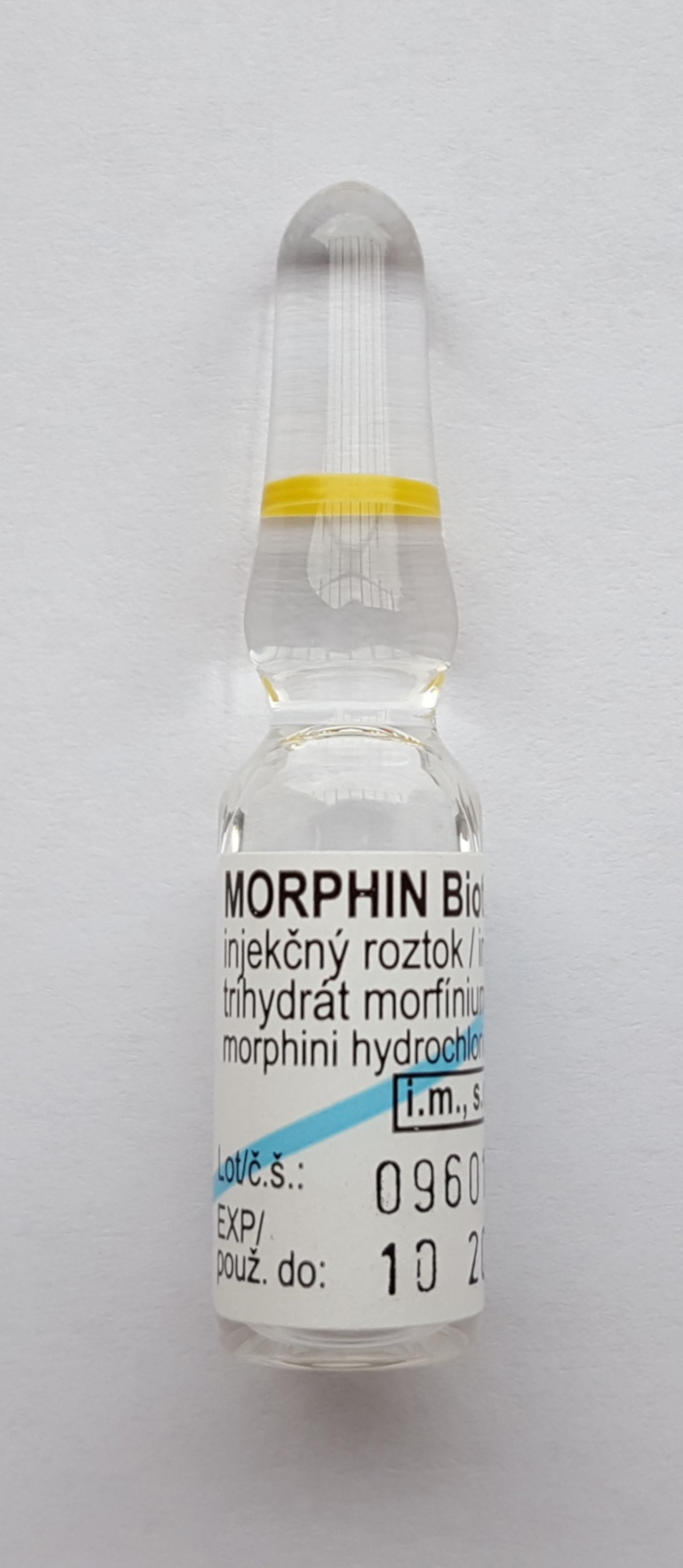
1% morfin k injekčnímu podání

Zvláštností M6G je, že ačkoliv je více rozpustný ve vodě (hydrofilní), což umožňuje rychlejší vyloučení z organismu, snadno proniká i hematoencefalickou bariérou do mozku, kde působí. Vysvětluje se to tím, že při určité konformaci (prostorovém uspořádání) molekuly jsou hydrofilní skupiny zakryty. To zřejmě umožňuje průnik bariérou, kterou mohou snadno projít jen lipofilní látky (rozpustné v tucích). I díky změnám průchodnosti morfinu přes hematoencefalickou bariéru nemusí být vhodné podávat morfin bezprostředně po těžkém úrazu mozku (mj. zvyšuje intrakraniální tlak).
Klinické účinky (hlavně analgetický) nastupují po podání morfinu p.o. (neretardované přípravky) během cca 30–40 minut, při s.c. a i.m. podání (podkožní a nitrosvalová injekce) během cca 15 minut a při nitrožilním (i.v. injekce) podání cca za 1–5 minut; analgetický účinek přetrvává po těchto formách aplikace cca 4 hodiny, proto je nutno injekce, resp. neretardované orální (ústní) formy morfinu při přetrvávajících silných bolestech podávat každé 4 hodiny.
Účinek morfinu podaného v retardovaných tabletách nastupuje pozvolna během 2–3 hodin po užití a přetrvává v důsledku postupného, řízeného uvolňování morfinu obvykle 12 (u některých přípravků až 24) hodin, což značně ulehčuje dlouhodobou léčbu chronických silných bolestí, například u onkologických pacientů. Při podání v retardované formě se morfin dostává do jater v nižších koncentracích, což více využívá jejich kapacitu při tvorbě glukuronidů. Tvoří se tak více analgeticky účinného M6G.
Užití morfinu (i příbuzných opioidů) lze zjistit analýzou vzorku moči.

### Nežádoucí účinky
Nežádoucí účinky morfinu plynou z jeho výše popsaného působení. Především to bývá zácpa, někdy nevolnost a zvracení (při dlouhodobém užívání obvykle mizí), křeče žlučových až močových cest. Při dlouhodobém užívání riziko vzniku tolerance a závislosti. Morfin také mírně tlumí imunitní systém.

### Tolerance a návyk
Na účinky morfinu se rozvíjí tolerance, a to především u toxikomanů, jen částečně u pacientů medikovaných lege artis (správným způsobem). Tolerance znamená postupné snižování účinnosti a potřebu vyšších dávek při dlouhodobém užívání. Souvisí s návykovostí.
Morfin je návykový, jak psychicky, tak i somaticky (tělesně). Závislost na morfinu (morfinismus) je závažným onemocněním, avšak u pacientů v medicíně je problematika závislosti méně závažná, než bývá obecně předpokládáno. Jen u malého počtu pacientů užívajících morfin či jiná silná analgetika na lékařský předpis a podle pokynů lékaře se rozvine časem závislost opiátového typu. Somatický návyk u dlouhodobě medikovaných pacientů bývá běžný, ovšem psychická závislost v patologickém smyslu se vyskytuje zřídka.
Zneužívaní opioidů a závislost na nich představuje závažný zdravotní i společenský problém.

## Toxicita a předávkování
Morfin je v závislosti na dávce a stavu organismu potenciálně toxický. U opioid-naivních osob (bez předchozí zkušenosti a tolerance) působí již dávky mírně nad terapeutickými příznaky otravy (intoxikace), které se stupňují s citlivostí jedince a dávkou morfinu. Typickými příznaky lehké intoxikace jsou výrazná mióza, útlum, zpomalené reflexy, nevolnost a zvracení, ztížený verbální kontakt s intoxikovaným, silná ospalost. S postupujícím stupněm intoxikace pak ztráta vědomí, oslabení dýchaní, reflexů, maximální mióza bez reakce na světlo až kóma. Někdy se vyskytují i epileptoidní záchvaty křečí (podobné epileptickým) a hypotermie (snížení tělesné teploty). Při závažné intoxikaci může postižený zemřít v důsledku zástavy dýchání paralýzou dechového centra v CNS nebo udušením v důsledku aspirace (vdechnutí) zvratků v bezvědomí, a to i hodiny po užití morfinu (či jiného opioidu).
Specifickým antagonistou a antidotem (protijedem) opioidů je látka naloxon, který rychle vytěsní opioid z receptorů, a antagonizuje tak jeho účinky. Naloxon má podávat pouze lékař, a to přednostně nitrožilně (i.v.), v rozdělených dávkách dle stavu pacienta. Nutná je i reanimační pohotovost. Pacienta předávkovaného opioidem je nutno sledovat jistou dobu po zvrácení otravy, protože naloxon účinkuje obvykle kratší dobu než většina opioidů a někdy je nutné podat ho znovu nebo aplikovat kontinuálně formou infúze. U pacientů s návykem na opioidy naloxon často působí abstinenční syndrom, proto je nutné aplikovat ho u toxikomanů s předávkováním obzvláště opatrně za přísného monitoringu životních funkcí.
Jako smrtelná dávka morfinu p.o. u opioid-naivního dospělého se uvádí 100–400 mg.

## Způsob zacházení a předepisování
Morfin patří mezi omamné látky skupiny I, zacházení s ním podléhá ustanovením zákona č. 167/1998 Sb., o návykových látkách. Ať už jako chemicky čistá látka či jakýkoliv léčivý přípravek musí být u výrobců, distributorů, v lékárnách a jiných zdravotnických zařízeních uchováván v uzamčené schránce či skříni. Jakékoliv nakládání musí být předepsaným způsobem evidováno. Lékárna může přípravky vydat pacientům na základě speciálního tiskopisu receptu s modrým pruhem a zdravotnickým zařízením na základě žádanky s modrým pruhem.

## Bezpečná dávka v potravinách obsahujících mák
Vzhledem k tomu, že se v máku vyskytují morfin a další opiové alkaloidy (kodein, thebain, oripavin, noskapin, papaverin), tak řešil Evropský úřad pro bezpečnost potravin (EFSA) otázku bezpečné dávky těchto látek v potravinách obsahujících mák. Odborníci stanovili, že akutní denní referenční dávka morfinu obsaženého v máku činí 10 mikrogramů na kilogram tělesné hmotnosti.